# Limba Betawi
Betawi, cunoscută și sub numele de Betawi Malay, Jakartan Malay sau Batavian Malay este limba vorbită a poporului Betawi din Jakarta, Indonezia. Este limba maternă a aproximativ 5 milioane de oameni; un număr precis este greu de determinat din cauza utilizării vagi a denumirii.
Betawi Malay este o limbă informală populară în Indonezia contemporană, folosită ca bază pentru argoul indonezian și vorbită în mod obișnuit în telenovelele din Jakarta și în unele desene animate (de exemplu, Adit Sopo Jarwo). Numele „Betawi” provine de la Batavia, numele oficial al Jakartei în epoca Indiilor de Est Olandeze. Indoneziana colocvială din Jakarta, o formă vernaculară a indonezienei care s-a răspândit din Jakarta în zone mari din Java și a înlocuit dialectele malaysiene existente, își are rădăcinile în malaeza Betawi. Potrivit lui Uri Tadmor, nu există o limită clară care să distingă indoneziana colocvială din Jakarta de malaysiana Betawi.